# Oh, Lori
"Oh, Lori" is een nummer van het Amerikaanse duo Alessi Brothers, uitgegeven onder de groepsnaam Alessi. Het verscheen op hun debuutalbum Alessi uit 1976. Op 13 mei 1977 werd het uitgebracht als de derde single van dit album.

## Achtergrond
"Oh, Lori" is geschreven door groepsleden Billy en Bobby Alessi en geproduceerd door Bones Howe. Het nummer is geschreven voor Bobbys vriendin Lori, die later zijn vrouw werd. Hij miste haar toen de broers voor een optreden in New York waren, dus schreef hij een lied voor haar. Hij dacht in eerste instantie niet dat het zou worden uitgewerkt tot een echt lied. Bij de opnames voor het debuutalbum van de groep gaf Howe aan dat hij het een goed nummer vond en dat het op de plaat moest komen. De jazzfusionband L.A. Express verzorgde het grootste deel van de instrumentatie op het nummer.
"Oh, Lori" werd een grote hit in Europa. Het behaalde de achtste plaats in de Britse UK Singles Chart en kwam ook in onder meer Frankrijk en Ierland in de hitlijsten terecht. In de Verenigde Staten, het thuisland van het duo, kwam het niet in de Billboard Hot 100 terecht, alhoewel de single wel tot plaats 84 in de lijst van het magazine Cashbox kwam. In Nederland kwam het nummer tot de zesde plaats in de Top 40 en de vierde plaats in de Nationale Hitparade, terwijl in een voorloper van de Vlaamse Ultratop 50 de twintigste plaats werd bereikt.
Ter promotie van de single "Oh Lori" traden de Alessi Brothers in de uitzending van 13 augustus 1977 op in het televisieprogramma Toppop. In 2001 schonk de Nederlandse documentaireserie Single Luck in een aflevering aandacht aan het nummer. In 2012 werd het door Loïs Lane gezongen in een aflevering van DWDD Recordings, en in 2013 kwam een Nederlandstalige bewerking van het nummer met tekst van Frank Houtappels voor in een aflevering van 't Schaep in Mokum onder de titel "Oh Lena".

## Hitnoteringen

### Nederlandse Top 40
| Hitnotering: 13-08-1977 t/m 01-10-1977 | Hitnotering: 13-08-1977 t/m 01-10-1977 | Hitnotering: 13-08-1977 t/m 01-10-1977 | Hitnotering: 13-08-1977 t/m 01-10-1977 | Hitnotering: 13-08-1977 t/m 01-10-1977 | Hitnotering: 13-08-1977 t/m 01-10-1977 | Hitnotering: 13-08-1977 t/m 01-10-1977 | Hitnotering: 13-08-1977 t/m 01-10-1977 | Hitnotering: 13-08-1977 t/m 01-10-1977 | Hitnotering: 13-08-1977 t/m 01-10-1977 |
| Week                                   | 1                                      | 2                                      | 3                                      | 4                                      | 5                                      | 6                                      | 7                                      | 8                                      |                                        |
| -------------------------------------- | -------------------------------------- | -------------------------------------- | -------------------------------------- | -------------------------------------- | -------------------------------------- | -------------------------------------- | -------------------------------------- | -------------------------------------- | -------------------------------------- |
| Nummer                                 | 22                                     | 11                                     | 7                                      | 6                                      | 6                                      | 14                                     | 32                                     | 38                                     | uit                                    |

### Nationale Hitparade
| Hitnotering: 06-08-1977 t/m 24-09-1977 | Hitnotering: 06-08-1977 t/m 24-09-1977 | Hitnotering: 06-08-1977 t/m 24-09-1977 | Hitnotering: 06-08-1977 t/m 24-09-1977 | Hitnotering: 06-08-1977 t/m 24-09-1977 | Hitnotering: 06-08-1977 t/m 24-09-1977 | Hitnotering: 06-08-1977 t/m 24-09-1977 | Hitnotering: 06-08-1977 t/m 24-09-1977 | Hitnotering: 06-08-1977 t/m 24-09-1977 | Hitnotering: 06-08-1977 t/m 24-09-1977 |
| Week                                   | 1                                      | 2                                      | 3                                      | 4                                      | 5                                      | 6                                      | 7                                      | 8                                      |                                        |
| -------------------------------------- | -------------------------------------- | -------------------------------------- | -------------------------------------- | -------------------------------------- | -------------------------------------- | -------------------------------------- | -------------------------------------- | -------------------------------------- | -------------------------------------- |
| Nummer                                 | 29                                     | 21                                     | 13                                     | 6                                      | 4                                      | 8                                      | 9                                      | 23                                     | uit                                    |

### NPO Radio 2 Top 2000
| Nummer met noteringen in de NPO Radio 2 Top 2000 | '99 | '00  | '01 | '02  | '03  | '04  | '05  | '06  | '07  | '08  | '09 | '10  |
| ------------------------------------------------ | --- | ---- | --- | ---- | ---- | ---- | ---- | ---- | ---- | ---- | --- | ---- |
| Oh, Lori                                         | 989 | 1574 | 722 | 1084 | 1422 | 1272 | 1516 | 1675 | 1577 | 1465 | -   | 1961 |

1. ↑  Een '-' betekent dat het nummer niet was genoteerd en een vetgedrukt getal geeft de hoogste notering aan.
2. ↑  Deze tabel is bijgewerkt tot en met de laatste editie (2024).